# Тодор Кожухаров
Тодор Павлов Кожухаров (с псевдоними Щабскапитан Копейкин, Федя Чорни) е български журналист, писател и политик.

## Биография
Тодор Кожухаров е роден на 23 юли 1891 година в Станимака (днес Асеновград) в чиновническо семейство. Учи в Сливен и Пловдив.

### Военна кариера
През 1912 година завършва Военното училище в София с 32-ри (т. нар. „Царски“) випуск, в който са бъдещият цар Борис III, Иван Багрянов, Йордан Севов и други. По-късно написва написва забележителни спомени за преподавателя си Борис Дрангов. От 1912 до 1918 година участва в Балканската, Междусъюзническата и Първата световна война като артилерийски офицер. За бойни заслуги е произведен предсрочно капитан, отличен е с три ордена за храброст, вкл. „Св. Александър с мечове“. Два пъти раняван в битка, той остава за цял живот инвалид.
След демобилизацията служи във Военното училище, оглавява две години Съюза на запасните офицери. Започва да пише разкази, интересува се от литература, публицистика и политика, следва в Софийския университет. Кариерата му е прекъсната през април 1922 г. от военния министър в земеделското правителство, който го премества от Военното училище заради публикуван фейлетон против цензурата. Кожухаров подава оставка.

### Писател и журналист
През 1921 година завършва Софийския университет със специалност „Право“.
Започва работа първоначално като коректор, а после редактор във вестник „Слово“, създаден от Александър Греков, сред чиито сътрудници са Никола Милев, Петко Стайнов, Георги Кулишев. Кожухаров е сред активните участници в Народния сговор и след убийствата на Александър Греков и Никола Милев става директор на вестника, който оглавява от 1926 г. в продължение на две десетилетия, като същевременно е и водещ автор в него.
Политически фейлетони публикува в течение на много години, използвайки псевдонимите Федя Чорни и Щабскапитан Копейкин. Умело атакува както политически рецидиви, така и нелицеприятни народопсихологически черти, и фейлетоните му се радват на изключителна популярност.
Първите си разкази, очерци и есета създава малко след края на войните, в които участва. Военните му разкази, спомени и фейлетони образуват внушителна поредица – „Военни разкази“ и „Из записките на един офицер“ (1921), „Еднодневки. Сборник разкази“ (1926), „Под развети знамена. Разкази“ (1932), „Военни силуети“ (1940), „Разкази и фейлетони“ (1940). Мемоарният цикъл за излизането на България от Първата световна война е определян като без аналог в българската литература; разказите от него са публикувани за първи път в подлистник във в. „Слово“ през 1929 г. под заглавие „Краят на Голямата война. Разкази на очевидец“. Друга съществена част от очерците, пътеписите и репортажите на Кожухаров е посветена на отраженията на войните и загубите за България върху съдбата на българското население в новоосвободените дялове на Родопите. Поредица от около 300 историко-белетристични публикации през 1942 г. се отнася до Съединението и Сръбско-българската война. Също във в. „Слово“, с документално-очеркови творби, Тодор Кожухаров пресъздава фигурите на забележителни личности в националната история, както българи, така и руски генерали на българска служба.
Съвременниците му назовават Тодор Кожухаров блестящ писател (Царица Йоанна, 1991). Днешни изследователи отбелязват, че хроникьорската вярност към обективността и духа на документализма ни най-малко не отнемат от литературно-художествения блясък на разказваното (Людмила Стоянова), а Йордан Василев го нарича блестящ журналист и интересен писател.

### Политик
Пътят му на политик тръгва от Сговора, сформиран от Александър Греков като надпартийно обединение. Тодор Кожухаров представлява военно-патриотичните сили, които по неговите думи понасят „най-големи оскърбления, след като най-добросъвестно бяха изпълнили дълга си“. Четири пъти е избиран за народен представител в българския парламент. Два пъти е на висш административен пост като независим (т.е. партийно необвързан) министър: на съобщенията и на железниците, пощите и телеграфите в правителствата на А. Тошев през 1935 г. и на Г. Кьосеиванов в 1936 г. От тази позиция той инициира създаването на Българското национално радио, като за негов уредник избира уважавания интелектуалец Сирак Скитник.
По време на Втората световна война се обявява се против въоръжената борба на ОФ. Публикува мемоарни текстове за българо-германското бойно братство през войните от началото на XX век, залагайки отново на Германия за осъщестяване на българския идеал за обединеното отечество. След посещение на Източния фронт на журналисти, организирано от Немската служба по печата, прави разкрития за масовия разстрел на полски офицери в Катин от съветското НКВД, които излизат в „Слово“. Същевременно се опитва да бъде обективен и пред Народното събрание споделя впечатленията си както за перфектната немска военна огранизация, така и за героизма на руските войници, изказвайки искрено съчувствие и тревога за съдбата на руския народ.
Като народен представител застава в защита на българските евреи. Енергично подкрепя подпредседателя на Народното събрание Димитър Пешев да бъде спряна и отменена депортацията на евреите-български граждани и  подписва петицията против депортацията им. На 26 март 1943 г. заявява:
| „ | „Господа народни представители! Аз съм един от тези, които подпиcаxа писмото на г-н Пешев, заpади което той така жестоко днес пострада. И аз съм длъжен да се мотивирам защо подписах това писмо. Аз подписах това пиcмо, г-да народни представители, защото никога не съм бил антисемит. Не само никога не съм бил антисемит, но и никога не съм влизал в разбирателство с мотивите, поради които германският народ се е обявил за враг на семитите. Германският народ може да си определя отношението по този въпрос както си ще. Обаче всеки от нас, като гражданин или народен представител, може да има свое становище по този въпрос“. | “ |

През есента на 1944 г. му е предложено му от Александър Цанков да стане член на българското правителство в изгнание, но той отказва с пълно съзнание за бъдещата си съдба. „Мои деца, преди пет минути взех съдбоносно решение, с което се осъдих на смърт, а вас на много страшни изпитания... за което ви моля от сърце да ми простите... Бе ми предложено да вляза в състава на задграничното правителство на Александър Цанков, да стана емигрант... но аз не мога да стана спикер на Радио Донау и да лая срещу моя народ и страна“.

### Смъртна присъда и убийство
Тодор Кожухаров е осъден на смърт от така наречения Народен съд, както и на 5 милиона лева глоба и конфискация на имуществото. През нощта на 2 февруари 1945 г., когато извеждат осъдените за изпълнение на смъртните им присъди, той извиква „Не трябва да плачем за нас, а за България“ и запява химна „Шуми Марица“. Един от пазачите го застрелва. Творбите му са забранени и иззети от всички библиотеки.
През 1996 година е реабилитиран от Върховния съд.
През 2012 г. са издадени негови избрани произведения („Балкански скици“, Варна).

## Памет
На Тодор Кожухаров е наречена улица в квартал „Витоша“ в София (Карта).